# Дерево гласных
Дерево гласных (фр.  Arbre des voyelles) — бронзовая скульптура, созданная итальянским скульптуром Джузеппе Пеноне и расположенная под открытым небом в парижском саду Тюильри.
Джузеппе Пеноне близок к художественному течению «арте повера». В своём творчестве он сопоставляет природное и искусственное, а также иллюстрирует процессы, протекающие в живой природе, — рождение, рост, метаморфозы, упадок и гибель.
Особое место в творчестве Пеноне всегда занимали деревья. В 1999 году он создал по заказу Министерства культуры Франции скульптуру, изображающую поваленное, вывороченное с корнями дерево. В качестве модели Пеноне использовал тридцатиметровый дуб, который затем отлил в бронзе, поэтому скульптура выглядит предельно реалистично. Она расположена в южной части сада Тюильри, в окружении различных растений, и таким образом творение человека участвует в постепенной эволюции окружающей среды.
Корни дерева напоминают своими очертаниями гласные A-E-I-O-U. У большинства французов это вызывает ассоциацию со знаменитым сонетом Артюра Рембо, «Гласные», однако сам Пеноне утверждает, что источником вдохновения для него послужил гипотетический алфавит друидов, который, по мнению некоторых специалистов, мог включать в себя названия деревьев. В частности, этот алфавит подробно описывает Роберт Грейвс в своей книге «Белая богиня».
Помимо пяти корней, дерево также имеет пять длинных ветвей. В тех местах, где ветви соприкасаются с землёй, посажены пять деревьев, представляющих собой различные виды дуба. «Мёртвое» дерево, символически, даёт жизнь «живым», как то обыкновенно и происходит в природе.